# Філістово (Пустошкинський район)
Філістово (рос. Филистово) — присілок в Пустошкинському районі Псковської області Російської Федерації.
Населення становить 4 особи. Входить до складу муніципального утворення Пригородна волость.

## Історія
Від 2015 року входить до складу муніципального утворення Пригородна волость.

## Населення
| 2002 | 2010 |
| ---- | ---- |
| 1    | ↗4   |